# Боржес ди Оливейра, Мария
Мария Кристина Боржес ди Оливейра (порт. Maria Cristina Borges de Oliveira; род. 29 августа 1957, Белу-Оризонти) — бразильская шахматистка, международный мастер среди женщин (1977).
Чемпионка Бразилии (1975, 1986). В составе сборной Бразилии участница Олимпиады (1986) в Дубае.

## Изменения рейтинга
| Графики недоступны из-за технических проблем. См. информацию на Фабрикаторе и на mediawiki.org. |